# F. J. Seeger

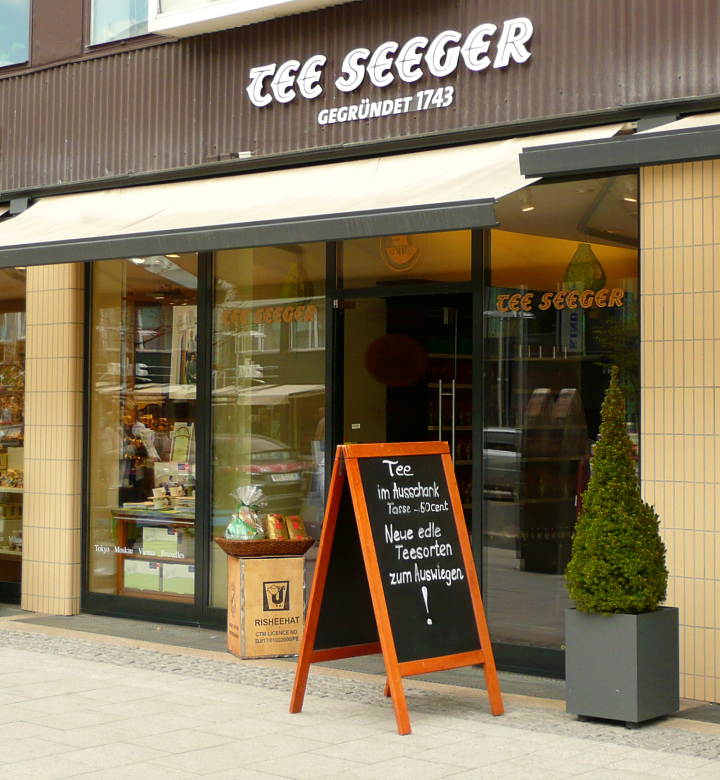
Ansicht des Teegeschäftes (2011)

Das Teegeschäft F. J. Seeger, genannt Tee-Seeger, gilt als das älteste Teespezialitätengeschäft Deutschlands. Es wurde 1743 in Hannover gegründet und ist nach seinem Gründer Friedrich Jacob Seeger benannt.

## Geschichte
1743 gründete Friedrich Jacob Seeger in der Marktstraße 27 in Hannover einen Teeladen. Sein Vater war der Kaufmann Friedrich Christoph Seeger. Seit dem 29. September 1848 befand sich der Laden am Markt 14 und später in der Köbelingerstraße 54. Zu dem Zeitpunkt war das Unternehmen „Königlich Hannoverscher Hof-Thee-Lieferant“.
1875 trat Friedrich Volger, der Schwiegersohn der Seegers, als Geschäftsführer mit Generalvollmacht in die Firma ein. Sein Nachfolger wurde sein Sohn Paul Volger. 1900 zog das Geschäft in einen Neubau am damaligen Theaterplatz um (heutige Rathenaustraße 15). Das Teegeschäft F. J. Seeger war auch fürstlich schaumburg-lippischer sowie fürstlich schwarzburg-rudolstädtischer Hoflieferant.
Der Nachfolger wurde Paul Volgers Neffe Robert Wilms (* 2. Juli 1883). Er trat 1930 zunächst als Prokurist in das Unternehmen ein, 1937 übernahm er es. Der Ausbruch des Zweiten Weltkrieges brachte das Unternehmen in wirtschaftlich schwere Zeiten. 1943 beging das Geschäft sein 200-jähriges Jubiläum. Im Oktober 1943 wurde es bei einem schweren Luftangriff auf Hannover fast vollständig zerstört, nur der Eingang blieb zum Teil erhalten. Nach dem Krieg nahm das Unternehmen den Betrieb in einer Baracke vor dem Opernhaus wieder auf. Am 1. April 1951 integrierte der Kaufmann und Ehrenkonsul von Mexiko Walter Koch (1911–1998) F. J. Seeger in sein Unternehmen Machwitz Kaffee. Kurz danach wurde das wieder aufgebaute Gebäude in der Rathenaustraße bezogen. Im Jahr 2010 wurde das Geschäft dann in die Karmarschstraße 37/39 verlegt.
Bis heute ist das Unternehmen im Besitz der Familie Koch, welche die F.J. Seeger KG bereits in dritter Generation fortführt.

## Produkte

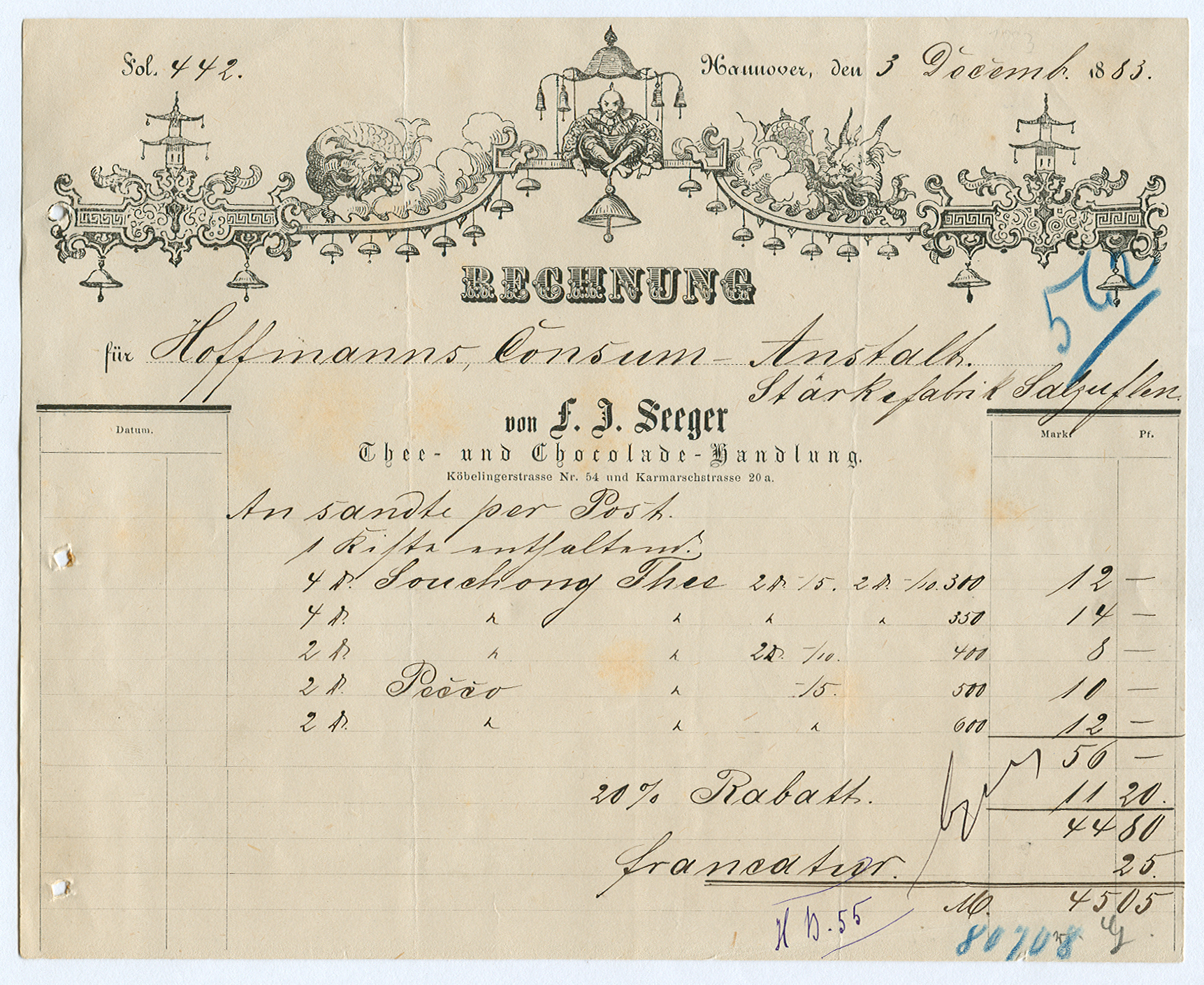
Rechnungsvordruck F. J. Seeger für Köbelingerstraße und Karmarschstraße; Handschrift datiert 3. Dezember 1883

Im Sortiment stehen den Kunden circa 90 Sorten Tee zur Auswahl. Dazu werden frisch gerösteter Kaffee, Konfitüren und Ost-Asiatika angeboten. Das Unternehmen F. J. Seeger liefert seine Waren auch per Postversand.